# 黑田直之

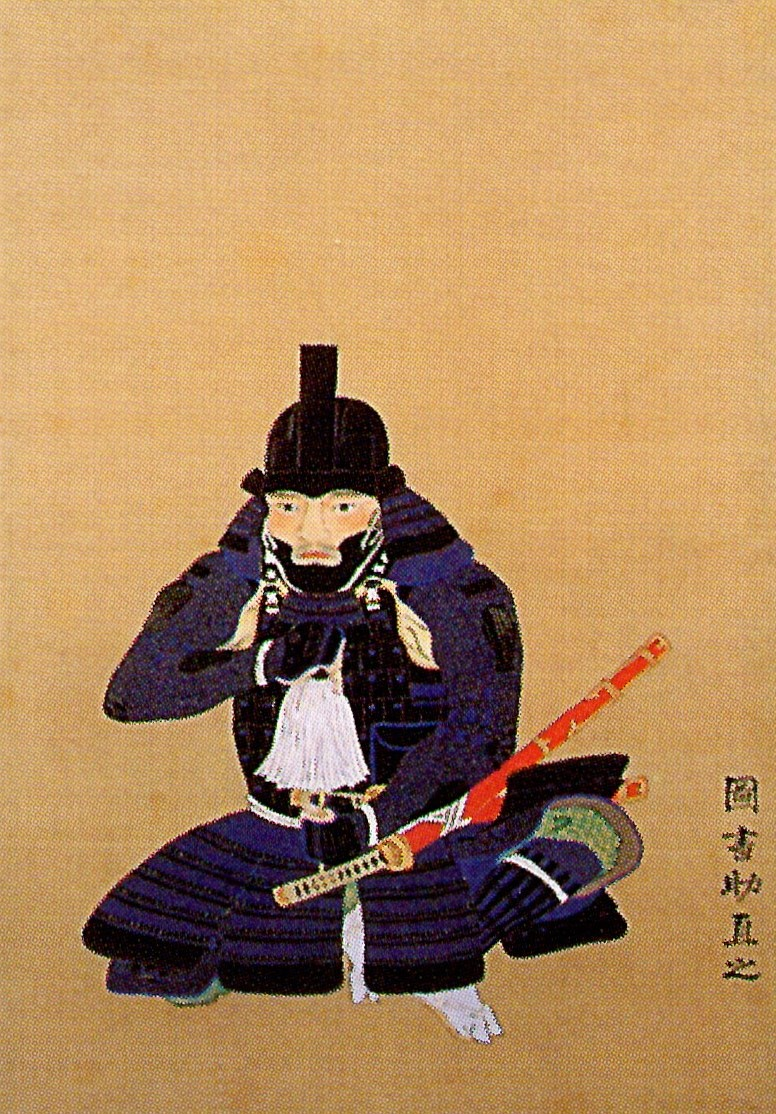
黑田直之

黑田直之（日语：／ Kuroda Naoyuki，1564年—1609年3月8日）是日本戰國時代至江戶時代前期武將。黑田氏家臣，黑田二十四騎、黑田八虎之一。父親是黑田職隆。幼名惣吉。通稱惣右衛門。別名是道長。官位是圖書助。

## 生平
在永祿7年（1564年）出生，家中四男。異母兄有黑田孝高（如水）等。
最初仕於豐臣秀吉，之後被配置於豐臣秀長之下。在朝鮮出兵中渡海並與朝鮮軍作戰而立下武功。在慶長5年（1600年）的關原之戰中跟隨哥哥孝高參戰，在戰後負責接收筑後久留米城。在姪子黑田長政成為筑前福岡藩藩主時被賜予1萬2千石並成為秋月城城代。在慶長14年（1609年）死去。戒名是高源院。諡號是永峯。
與哥哥孝高同樣是熱烈的吉利支丹。他的洗禮名為「彌額爾」（ミゲル）。還有，在關原之戰後匿藏成為浪人並同樣是吉利支丹的明石全登。